# إليانور جين تايلور كالفيرلي
إلينور كالفيرلي، وُلِدت سنة1887 وتوفيت سنة 1986، كانت أول مبشرة طبية وطبيبة في الكويت كسبت ثقة النساء العربيات اللواتي كان يُحظر عليهن زيارة الأطباء الذكور.

## النشأة
وُلدت إلينور في وودستوك، نيوجيرسي، في 24 مارس 1887، لوليام لويس وجين لونغ هيلمان تايلور. تلقت تعليمها في المدارس العامة في نيو هيفن، كونيتيكت. التحقت بكلية الطب النسائية في بنسلفانيا، وتخرّجت عام 1908. وفي 6 سبتمر 1909، تزوجت من إدوين إليوت كالفيرلي، مبشر وعالم في الدراسات العربية والإسلامية، وتمرّنا معًا للعمل في شبه الجزيرة العربية. سافرا معًا إلى الكويت عام 1911، وعاشا هناك لسنوات عديدة. أنجبا ثلاث بنات: غريس، إليزابيث، وإلينور.

## العمل
كانت أول طبيبة في الكويت. عملت على توفير الرعاية الصحية للسكان عمومًا وللنساء الكويتيات على وجه الخصوص، افتتحت عيادة صغيرة بالقرب من منزلها. وفي عام 1919، وتحت إشرافها، أُسس أول مستشفى نسائي في الكويت.

وفي مذكراتها، كتبت:
لقد رأينا الغنى والفقر معًا بين السكان العرب والفرس في الكويت. كانت بعض العائلات الفارسية غنية؛ لكن البعض الآخر، ممن هاجروا حديثًا من فارس، لم يكن لديهم منازل سوى الرمال بجانب قارب رُفع على الشاطئ. وكان ستار من الخيش، مُعلّقًا بجانب القارب ومثبتًا في الرمل، هو كل ما يحميهم. العبيد الأفارقة السابقون، بعد أن حُرموا من دعم أسيادهم، كانوا أيضًا في كثير من الأحيان معدمين. ولم نكن نطلب منهم أي أجر لقاء العلاج.

## قراءة إضافية
- http://www.swvatoday.com/entertainment_life/article_e2fb7f0c-d060-11e5-95dd-33d6de1d8c63.html